# Tsjalling Hiddes Halbertsma

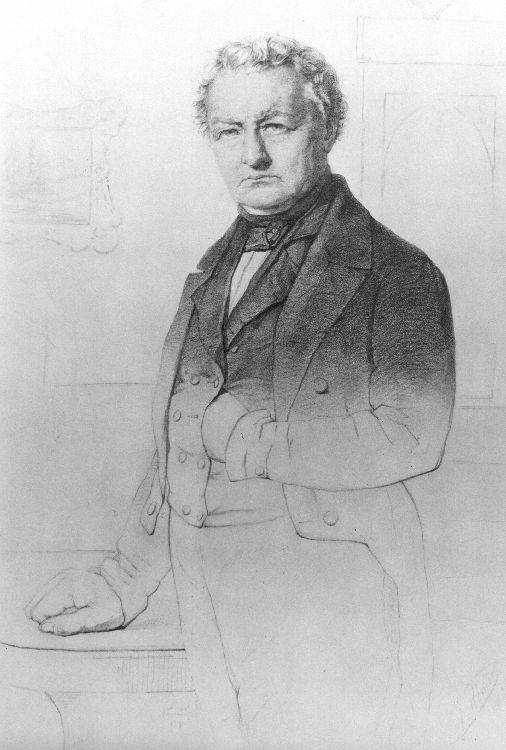
Tsjalling Hiddes Halbertsma

Tsjalling Hiddes Halbertsma (Grou, Boarnsterhim, 21 de gener de 1792 - 12 de desembre de 1852) fou un escriptor i filòleg frisó, germà de Joast i Eeltsje Hiddes Halbertsma. Continuà amb el negoci de grans del seu pare, i fou un comerciant ric i influent. Usà el pseudònim Master Jouke i amb els seus germans fou un dels impulsors de la literatura frisona moderna. El 1832 va patrocinar l'edició del diar De Roeker i col·laborà amb els seus germans en la redacció de les Roimen te Teltsjes. Va morir a causa d'un hematoma per dislocament de l'espatlla a causa d'una caiguda.